# Landschaftsschutzgebiet Laßbachtal
Das Landschaftsschutzgebiet Laßbachtal mit etwa 38 ha mit Flächengröße liegt im Gemeindegebiet von Extertal. Es wurde 2007 mit dem Landschaftsplan Nr. 5 Extertal durch den Kreistag des Kreises Lippe erstmals als Landschaftsschutzgebiet (LSG) ausgewiesen.

## Beschreibung
Das LSG umfasst drei Teilflächen in einem flachen Muldenbachtal zwischen Mühlenkamp und Laßbruch. Der Laßbach entspringt in einem Schwarzerlen-Altbestand mit Pappeln. Kurz darauf durchfließt der Bach eine artenreiche Nasswiese. Es folgt ein Bereich, wo der begradigte Bach an den Rand eines Fettgrünlandes verlegt wurde. Von Norden fließt ein teilweise naturnaher Quellbach mit Ufergehölzsaum zu. Nach Austritt aus dem Siedlungsbereich von Laßbruch durchfließt der Bach mit Ufergehölzsaum und naturnahem Verlauf Acker- und Grünlandflächen. Bei Kükenbruch ist der Bach ebenfalls begradigt. Unterhalb Kükenbruch liegt der wertvollste Bereich des LSG mit Auenwald, frei mäandrierendem Bachlauf, Feuchtgrünland und Röhrichtbereichen. Diese Bereiche sind mosaikartig miteinander verbunden. Das LSG wird durch naturferne Fischteichanlagen, die Ackernutzung in der Aue, die Einengung und Zerschneidung durch Siedlungsflächen und Straßen beeinträchtigt. Die Durchgängigkeit des Laßbaches wird durch Sohlabstürze und mehrere alte Wehranlagen eingeschränkt.
Zum Wert des LSG führt der Landschaftsplan aus: „In seiner Ausdehnung und guten Ausprägung stellt dieser Bereich einen außergewöhnlich seltenen und wertvollen Lebensraum im Naturraum dar.“

## Schutzzwecke für das LSG
Laut Landschaftsplan erfolgte die Ausweisung des LSG:
- „zur Erhaltung und Wiederherstellung der Leistungsfähigkeit des Naturhaushaltes in ökologisch besonders wertvoll strukturierten Bereichen mit Wasser-, Klima- und Biotopschutzfunktionen,“
- „zur Erhaltung und Wiederherstellung von Quellbereichen und naturnahen Fließgewässern, Grünland, Kalkhalbtrockenrasen und naturnahen Waldbereichen unter schiedlicher Feuchtestufen, Feldgehölzen, Hecken und Obstwiesen,“
- „zur Erhaltung morphologisch ausgeprägter Bereiche zur Sicherung der landschaftlichen Eigenart und Vielfalt für die Erholung,“
- „zur Erhaltung wertvoller Biotopkomplexe aus Wald-Grünlandbereichen, Fließgewässern und Quellen sowie Biotopen nach § 62 LG mit wichtigen Refugial-, Puffer-, Trittstein- und Vernetzungsfunktionen,“
- „zur Erhaltung und Wiederherstellung wichtiger Rückzugsräume für die bedrohte Tier- und Pflanzenwelt,“
- „zur Sicherung von kulturhistorisch bedeutsamen Landschaften, z. B. Terrassenkulturlandschaften,“
- „zur Sicherung der das Orts- und Landschaftsbild gliedernden und belebenden und die dörflichen Siedlungsstrukturen prägenden Freiraumelemente.“[1]